# Ferdinand Döhne
Ernst Johann August Ferdinand Döhne (* 22. September 1874 in Reinhardshausen, Waldeck; † nach 1935) war ein deutscher Ingenieur.

## Leben
Er war der Sohn des Lehrers Georg Döhne. Nach dem Besuch des Gymnasiums in Barmen studierte Ferdinand Döhne an der Technischen Hochschule in Hannover Maschinenbau. Seit 1894 gehörte er der Hannoverschen Burschenschaft Germania an. Im Anschluss an das Studium war er bis 1900 königlicher Regierungsbauführer in Elberfeld. Danach wechselte er nach Berlin zur Firma A. Borsig. In dieser Zeit wohnte er in Pankow und entwickelte mit Reinhard Schmidt ein Verfahren zur Bestimmung des Feuchtigkeitsgehaltes von Dampf, Luft oder Gasen.
1911 promovierte Ferdinand Döhne zum Dr.-Ing. Das Thema seiner Dissertation lautete Ueber Druckwechsel und Stöße bei Maschinen mit Kurbeltrieb. 1914 wechselte er an die Richard Hartmann AG nach Chemnitz. Seinen Lebensabend verbrachte er in Dresden, wo er in der Innenstadt in der Semperstraße 4 wohnte. Er war Mitglied des Vereins Deutscher Ingenieure (VDI) und des Berliner Bezirksvereins des VDI.

## Schriften (Auswahl)
- Ueber Druckwechsel und Stöße bei Maschinen mit Kurbeltrieb. Buchdruckerei A. W. Schade, 1911.
- Ueber Druckwechsel und Stöße bei Maschinen mit Kurbeltrieb. Springer, Berlin/Heidelberg, 1912.